# Cratere Liberta
Liberta  è un cratere sulla superficie di Marte.